# PKP SU46 sorozat
A PKP SU46 sorozat egy lengyel Co'Co' tengelyelrendezésű dízelmozdony sorozat, melyet a Cegielski mozdonygyár gyártott 1974 és 1985 között a Lengyel Államvasutak részére. Összesen 54 készült belőle.